# CJプライムショッピング
株式会社CJプライムショッピング（シージェイプライムショッピング）は、かつて東京都港区に本社を置いていた通信販売会社である。
2017年に事業を撤退、清算した。

## 概要
全国の民放各局の地上波・BSデジタルやCS放送のスカパー!各チャンネルで放映。また、かつてはスカパー!e2（現・スカパー!）で通販専門チャンネル「プライム365.TV」を展開。また、テレビショッピングの番組タイトルは、「CJプライムショッピング」のブランド名にて展開をしている。
2009年に金鉱山会社のジパングと2010年1月に合併。同年11月に通販部門が分離独立し、その後韓国のCJグループ・大手通販企業CJOショッピングの子会社となり2017年の事業精算に至る。CJによる買収前、名古屋市を本社拠点に活動していた。その後、CJプライムショッピングになり、東京本社・名古屋支社となる。

## 沿革
（旧株式会社プライムのみ）
- 1995年（平成7年）7月 - 株式会社プライムを設立。
- 2000年（平成12年）12月 - ジャスダックに株式を上場。
- 2004年（平成16年）8月1日 - スカイパーフェクTV!110（現・スカパー!）にてショッピングチャンネル「プライム365.TV」放送開始。
- 2005年（平成17年）11月 - 株式会社ハーバー研究所との合弁会社、プライムハーバープロダクツ株式会社を設立。
- 2006年（平成18年）2月 - 子会社として株式会社パルマファイナンシャルサービシーズを設立。
- 2007年（平成19年）3月 - 株式会社ベスト電器と業務・資本提携。同年5月、株式会社エルタナと業務・資本提携。12月には、伊藤忠商事株式会社と資本・業務提携。
- 2009年（平成21年）5月 - 子会社であった株式会社パルマファイナンシャルサービシーズの全株式を清水門インベストメント合同会社に売却。
- 2010年（平成22年）1月1日 - 株式会社ジパングを吸収合併し、同時に株式会社ジパング・ホールディングスに商号変更。
- 2010年（平成22年）11月1日 ジパング・ホールディングスは通販部門を株式会社ADエージェンシーに分割譲渡、株式会社ADエージェンシーは同日株式会社プライムショッピングに商号変更。
- 2011年（平成23年）1月31日 韓国のCJOショッピングがプライムショッピングを買収し、CJグループの子会社化[2]。
- 2011年（平成23年）4月1日 プライムショッピングを株式会社CJプライムショッピングに商号変更するとともに、ブランド名も『CJプライムショッピング』に改称。

## タイアップ
有名・著名人とタイアップした商品を多数展開。2013年2月 ローラをCMキャラクターに、新ブランド『TSUYA-MOTE（ツヤモテビューティー）』の展開を開始する。※はTVで放映されている商品。◎は量販店で購入することが出来る。

### ツヤモテ
- ツヤモテビューティー※◎[3]。
- TSUYA-MOTE（ツヤモテビューティー）ヘアアイロン（ローラ）※◎
- TSUYA-MOTE（ツヤモテビューティー）ヘアドライヤー（ローラ）※◎

### その他
- TSUYAGLA（ツヤグラ）ヘアアイロン（舟山久美子、小森純、益若つばさなど）※◎
- NARL（ナール）ボディデザイン・イエローキャブ（佐藤江梨子デザイン）※
- アブトロニックx2（北斗の拳バージョン）※◎
- アブトロニックx2・ハイグレード（北斗の拳ラオウバージョン）※◎
- スターキック（イナズマイレブンモデル）※◎

## 海外ヒット
全世界の有名ヒット商品を多数展開。※はTVで放映されている商品。◎は量販店で購入することが出来る。
- IPKN（イプクン）振動メイクアップ※◎
- オゼック 酸素マスククレンザー※◎
- マルチエクササイズ Mボード※◎
- スクィーズ キウイマスク※
- アストニッシュ※
- プレス＆シール マジックラップ※
- MISSHA（ミシャ）BBクリーム

## TV通販商品
ダイエット・スポーツなどTVヒット商品を多数展開。※はTVで放映されている商品。◎は量販店で購入することが出来る。

### ダイエット
- アブトロニックx2（北斗の拳とのタイアップバージョンあり）※◎
- アブトロニックx2・ハイグレード（北斗の拳とのタイアップバージョンあり）※◎
- フラツイスター※◎
- うれっこリラックス※◎
- ビリー・ブランクス PT24/7※◎
- BULLWORKER ブルワーカーX7※◎
- NARL（ナール）ボディデザイン※
- NARL（ナール）ボディデザイン・イエローキャブ（佐藤江梨子デザイン）※
- スレンダーシェイパー※◎
- スレンダーシェイパー・チャーミーキティ※◎
- ターボセル
- 協栄 ボクサスリムスーツ※
- たかの友梨 エステスリムスーツ※
- 30'UP DIET マッスルトレーナー※
- テレビフィットネス ボディアクション※
- ツイスト&シェイプ※
- フルボディシェイパー
- ルームマーチDX※

### スポーツ練習器
- ジップヒット（バッティング練習）※（CMにデレク・ジーター）
- ヒットアウェイ（バッティング練習）
- スターキック（サッカー練習）
- スターキック・イナズマイレブンモデル（サッカー練習）※◎

### ウォーキングシューズ
- すこぶるウォーカー
- プライムスタイルウォーカー（ミズノと共同開発）※
- アイグリップウォーカー※
- ムービングウォーカー※

### 日用品・家庭用品
- スープメーカー スープエクスプレス※◎
- アルテンバッハ ステンレスフライパン※◎
- マイクロビューティ※
- モミダッシュPRO※
- レインボーアートデラックス※
- 吸水クロス シャムワウ※◎
- カティーザ ダブルサイクロンクリーナーOZMA（オズマ）
- スピンモップ スピン&ゴー※

### 玩具・子供向け商品
- レインボーアートデラックス

### オリジナルCD
J-POP
- a-box 〜avex Best Hit Collection〜（avex club）
- Hits on TV（ポニーキャニオン）
- a-box NEO（avex club）

フォーク・ニューミュージック
- 君の詩（ユニバーサルミュージック）※
- フォーク&ニューミュージック大全集
- 永遠のグループサウンズ大全集
- あの時代にかえりたい（東芝EMI）
- 不滅のフォークソングBEST-BOX（ポニーキャニオン）

演歌・歌謡曲
- テレサ・テン生誕50周年記念メモリアルCD-BOX（avex club）
- 演歌の頂天（BMG JAPANと共同企画）※
- 酔街綴り〜全国盛り場流行歌〜（ポニーキャニオンほか5社と共同企画）※

クラシック
- クラシカルムード
- モーツァルトCD集

洋楽
- ロックンロール アーリー60's
- PARADISE MEGA HITS '80s（ソニー・ミュージックダイレクト）※

## 放送局

### プライム365.TV
2004年8月1日、スカイパーフェクTV!110（現・スカパー!）で放送開始。2009年4月から2010年6月までひかりTVでも配信。2010年4月27日より平日10時・15時・20時、土・日曜15時・20時から経済情報番組『賢者の羅針盤』を放送（月～金曜は29分、土・日曜は59分）。

### その他
衛星放送では、BSデジタル放送の民放各局（WOWOW・TwellVを除く）や、CS放送の各局で放送していた。
過去に放送していたCS放送局の一覧
- ムービープラス
- ザ・シネマ
- スカイ・A sports+
- GAORA
- ゴルフネットワーク
- 日テレG+
- 歌謡ポップスチャンネル
- カートゥーン ネットワーク
- キッズステーション
- アニマックス
- 日テレプラス
- TBSチャンネル
- スーパー!ドラマTV
- 女性チャンネル♪LaLa TV
- FOX
- AXN
- ファミリー劇場
- 時代劇専門チャンネル
- ヒストリーチャンネル
- 日経CNBC
- 朝日ニュースター
- CNNj
- TBSニュースバード
- 日テレNEWS24
- 囲碁・将棋チャンネル
- 旅チャンネル
- 食と旅のフーディーズTV
- MALL OF TV

## 事業所
- 本社 - 東京都港区西新橋
- 名古屋支社 - 愛知県名古屋市中区丸の内